# MTV Europe Music Awards 1997
Gli MTV Europe Music Awards 1997 sono stati trasmessi da Rotterdam il 6 novembre 1997. È stata la 4ª edizione e fu condotta da Ronan Keating.

## Vincitori
I vincitori sono segnati in grassetto.

### Miglior canzone
- The Cardigans - Lovefool
- Puff Daddy (con Faith Evans e 112) - I'll Be Missing You
- Hanson - Mmmbop
- No Doubt - Don't Speak
- Will Smith - Men in Black

### Miglior video
- Blur - Song 2
- The Chemical Brothers - Block Rockin' Beats
- Daft Punk - Around the World
- The Prodigy - Breathe
- Radiohead - Paranoid Android

### Miglior artista femminile
- Björk
- Toni Braxton
- Sheryl Crow
- Janet Jackson
- Madonna

### Miglior artista maschile
- Babyface
- Beck
- Jon Bon Jovi
- Michael Jackson
- George Michael

### Miglior gruppo
- Oasis
- The Prodigy
- Radiohead
- Spice Girls
- U2

### Miglior rivelazione
- Meredith Brooks
- Hanson
- No Doubt
- Puff Daddy
- Spice Girls

### Miglior artista dance
- Backstreet Boys
- The Chemical Brothers
- Daft Punk
- The Prodigy
- Spice Girls

### Miglior artista rock
- Aerosmith
- Jon Bon Jovi
- Bush
- Oasis
- Skunk Anansie

### Miglior artista alternative
- Beck
- Blur
- The Prodigy
- Radiohead
- The Verve

### Miglior artista R&B
- Blackstreet
- Toni Braxton
- Ginuwine
- Michael Jackson
- R. Kelly

### Miglior artista rap
- Blackstreet
- Coolio
- The Notorius B.I.G.
- Puff Daddy
- Will Smith

### Miglior live
- Aerosmith
- Michael Jackson
- Radiohead
- Skunk Anansie
- U2

### Selezione di MTV
- Backstreet Boys - As Long as You Love Me
- Hanson - Where's the Love
- Puff Daddy (con Faith Evans e 112) - I'll Be Missing You
- Spice Girls - Spice Up Your Life

### Free Your Mind
- Landmine Survivors Network

## Esibizioni
- U2 - Mofo
- Blackstreet (con Slash) - Fix
- LL Cool J - Phenomenon
- Backstreet Boys - As Long as You Love Me / Everybody (Backstreet's Back)
- Jon Bon Jovi - Janie, Don't Take Your Love to Town
- Jovanotti - L'ombelico del mondo
- Skunk Anansie - Hedonism (Just Because You Feel Good)
- Spice Girls - Spice Up Your Life
- Aerosmith - Pink / Falling in Love (Is Hard on the Knees)
- Björk - Bachelorette